# 瑪蒂爾德一世 (布洛涅)

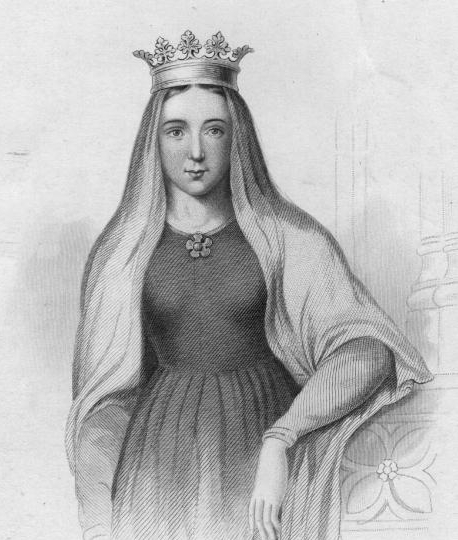
布洛涅的瑪蒂爾德

布洛涅的瑪蒂爾德（法語：Mathilde de Boulogne，約1105年—1152年5月3日），尤斯塔斯三世的女兒，因與布盧瓦的史蒂芬結婚成為英格蘭王后，1135年至1152年擔任布洛涅女伯爵。

## 家庭
1125年，瑪蒂爾德與布盧瓦的埃蒂安結婚，兩人共有2子1女：
1. 尤斯塔斯（約1130年—1153年）
2. 瑪麗（1136年—1182年）
3. 紀堯姆（約1137年—1159年）

1135年英格兰国王亨利一世死后，埃蒂安赶到英格兰，加冕为国王，即英格蘭國王斯蒂芬。1136年3月22日，玛蒂尔德加冕为王后。亨利一世的女儿玛蒂尔达皇后与斯蒂芬争位，即无政府时期，曾在1141年俘虏斯蒂芬，自立为女王。玛蒂尔德俘虏了玛蒂尔达的庶长兄格洛斯特伯爵罗伯特，迫使玛蒂尔达以斯蒂芬为交换，斯蒂芬因而复位。